# Parque histórico nacional Puʻuhonua o Hōnaunau
El parque histórico nacional Puʻuhonua o Hōnaunau (en inglés: Puʻuhonua o Hōnaunau National Historical Park) es un parque histórico nacional localizado en la costa oeste de la isla de Hawái en el estado estadounidense de Hawái. El parque histórico preserva el sitio donde, hasta principios del siglo XIX, los hawaianos que rompían un kapu (una de las leyes antiguas) podían evitar la muerte segura al huir a este puʻuhonua (lugar de refugio). El infractor era posteriormente absuelto por un sacerdote y se le dejaba marcharse. Los guerreros vencidos y los no combatientes también podían encontrar refugio en el parque en tiempos de batalla. En el terreno que hay al otro lado de la Pā Puʻuhonua (Gran Muralla), la cual encierra al puʻuhonua, habitaron varias generaciones de jefes de tribu poderosos.
Puʻuhonua o Hōnaunau es uno de los únicos sitios en Hawái donde la bandera de Hawái puede ondear oficialmente sin la bandera estadounidense; los otros tres sitios son el palacio ʻIolani, el Mauna ʻAla y Thomas Square.

## El nombre del parque y sus características
En 1955, se le dio el nombre de parque histórico nacional Lugar de Refugio (en inglés: City of Refuge National Historical Park). En el año 2000, se le cambió el nombre de modo que se respetase la ortografía hawaiana como motivo de la ley del 2000 para la corrección del lenguaje en los nombres de los parques nacionales hawaianos (en inglés: Hawaiian National Park Language Correction Act of 2000).
Mide 1,7 km² y contiene el puʻuhonua y un complejo de sitios arqueológicos, entre los cuales se encuentra lo siguiente: plataformas del templo, estanques de la realeza, pistas de hōlua (una especie de surf hawaiano sobre piedras) y algunos sitios del pueblo costero. El templo Hale o Keawe y varias estructuras de paja han sido reconstruidas.

## ElheiauHale o Keawe
El parque contiene una reconstrucción del heiau Hale o Keawe, el cual fue originariamente construido por un jefe de tribu de Kona llamado Kanuha en honor a su padre, el rey Keaweʻīkekahialiʻiokamoku. Tras la muerte de este rey, fueron sepultados dentro del heiau. La nobleza (ali'i) de Kona continuó siendo enterrada allí hasta la abolición del sistema kapu. La última persona en ser enterrada en el templo fue un hijo de Kamehameha I en 1818.

Se creía que el lugar de refugio recibía protección del mana de los huesos de los jefes de tribu. Otros templos fueron destruidos, pero este siguió en pie años después. Fue saqueado por George Byron (primo del distinguido poeta inglés) en 1825. En 1829, la alta jefa de tribu Kapiʻolani sacó los huesos restantes y los escondió en los acantilados de Pali Kapu O Keōua, los cuales están situados cerca de la Bahía de Kealakekua. Tras esto, ordenó destruir este último templo. Más tarde, se cambiaron a los huesos de sitio y fueron llevados al Mausoleo Real de Hawái en 1858.

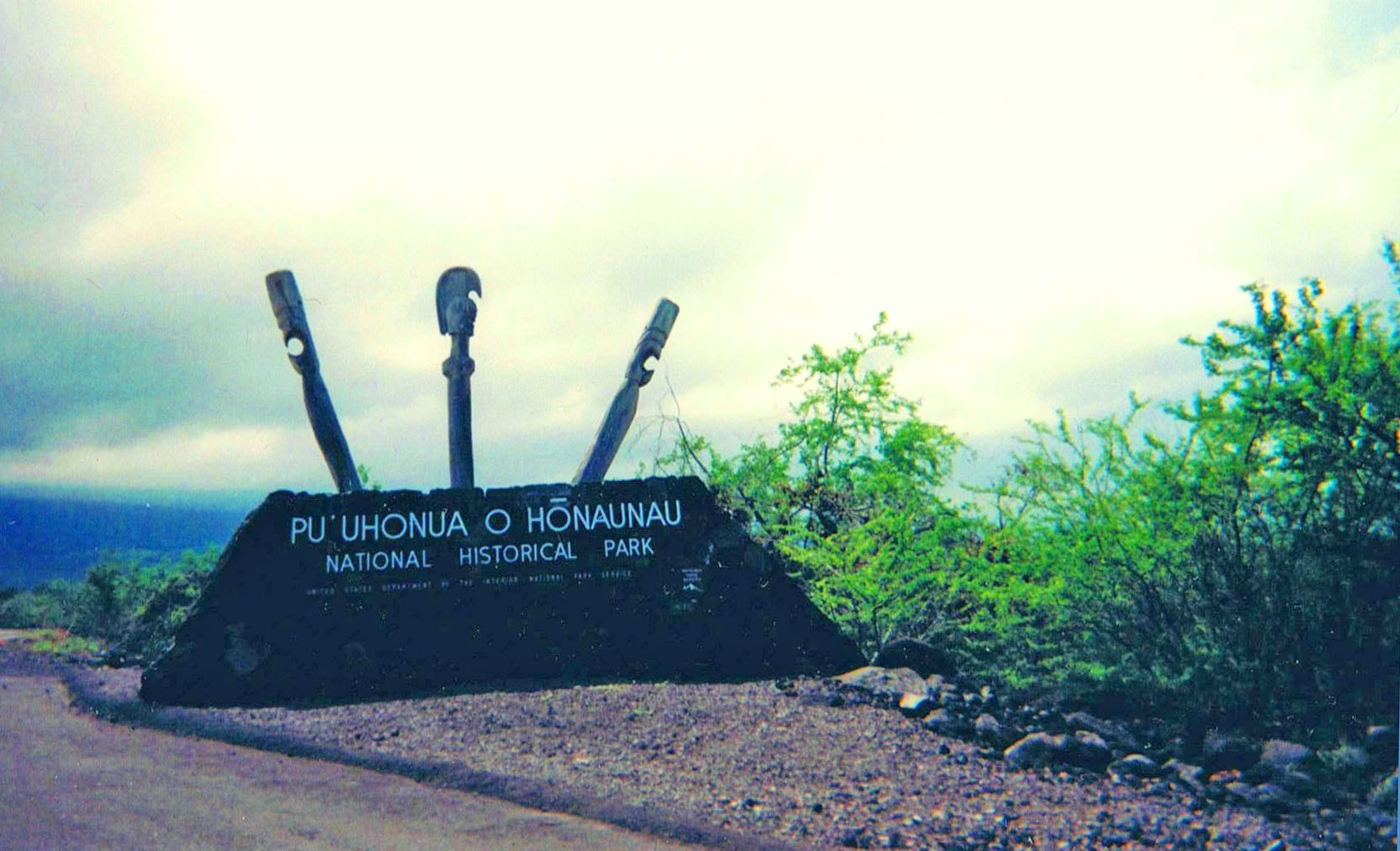
La entrada al parque.
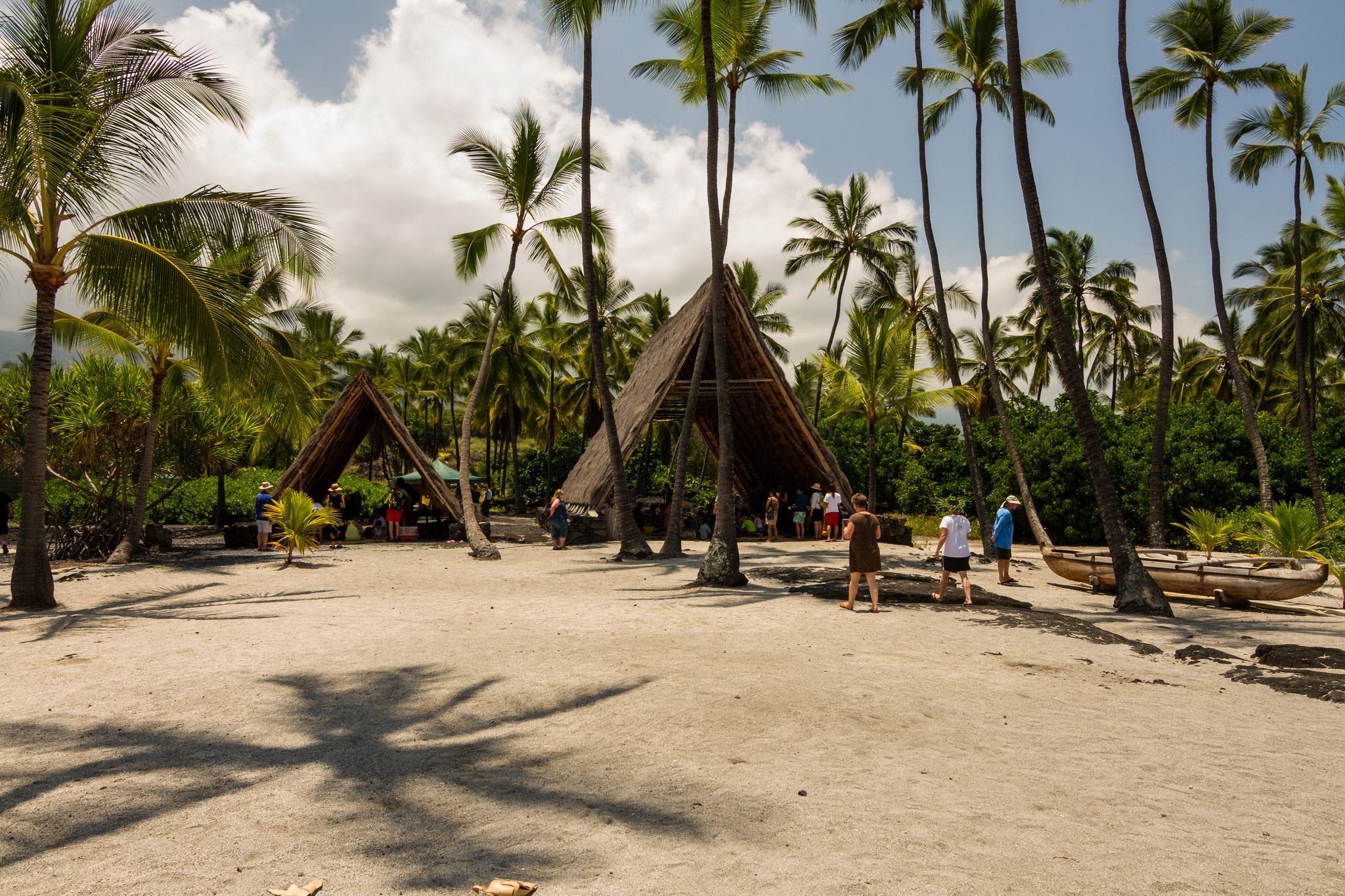
Hale (casa) hawaiana en el parque.
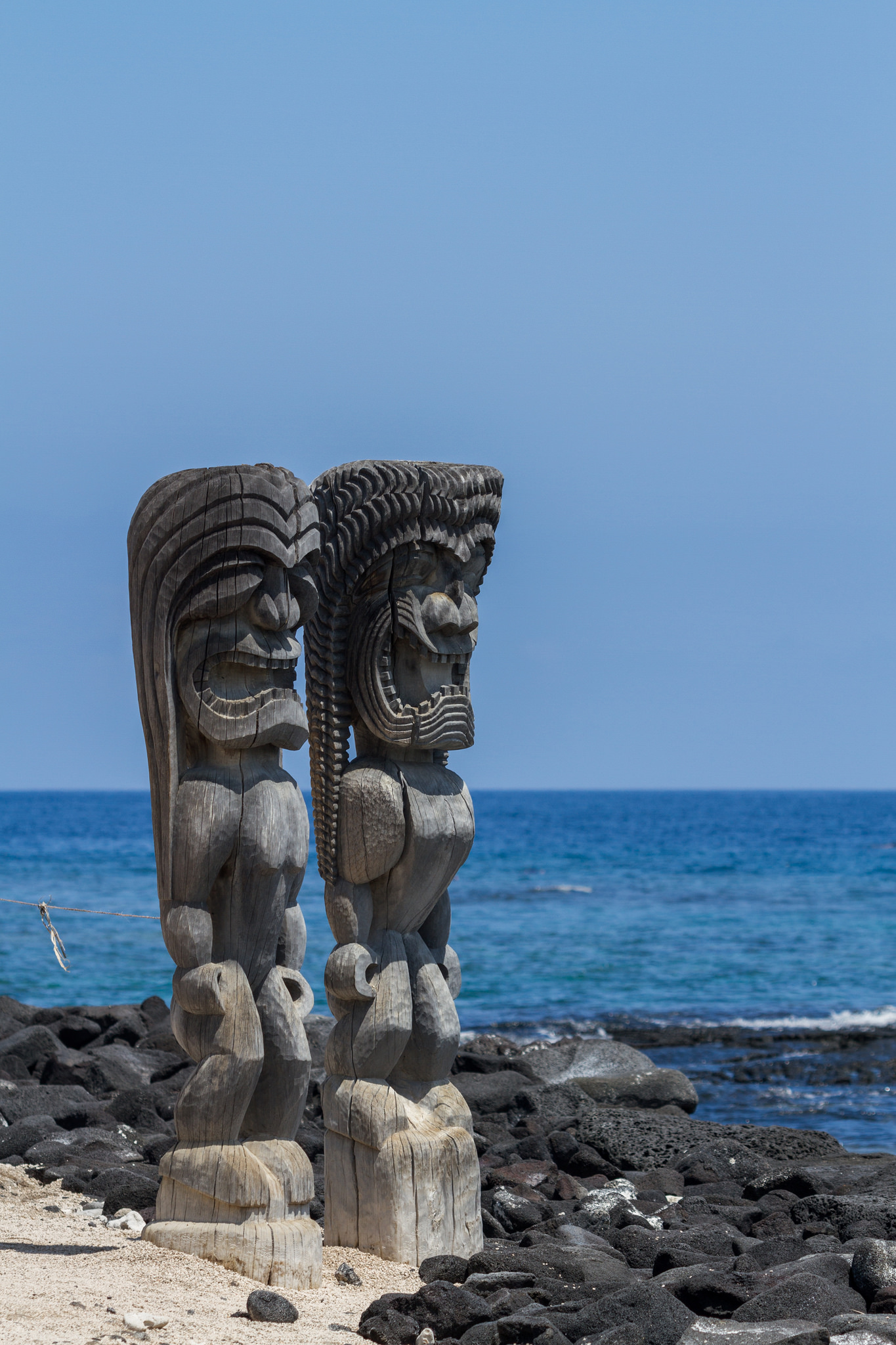
Kii (estatuas) protectoras en el parque.